# Pararhagadochir trachelia
Pararhagadochir trachelia is een insectensoort uit de familie Archembiidae, die tot de orde webspinners (Embioptera) behoort. De soort komt voor in Argentinië.
Pararhagadochir trachelia is voor het eerst wetenschappelijk beschreven door Navás in 1915.